# Ekaterina Trendafilova
Ekaterina Panajotova Trendafilova (Bulgaars: Екатерина Панайотова Трендафилова) (Sofia, 20 juni 1953) is een Bulgaars rechtsgeleerde. Ze bracht verschillende juridische publicaties voort en was van 2006 tot 2015 rechter van het Internationale Strafhof. Op 14 december 2016 werd ze benoemd tot president van de Kosovaarse Speciale Kamers, die onderzoek moeten doen naar vermeende ernstige grensoverschrijdende en internationale misdrijven begaan tijdens en in de nasleep van de Kosovo-oorlog.

## Levensloop
Van 1967 tot 1972 studeerde Trendafilova aan een Engelstalige school en aansluitend tot 1977 aan de Universiteit van Sofia. Hier studeerde ze af in de rechten en voltooide ze in 1982 eveneens een postacademische studie. Twee jaar later promoveerde ze tot doctor. Verder studeerde ze van 1983 tot 1985 aan het Instituut voor Staat en Recht in Moskou, van 1993 tot 1994 aan de Universiteit Augsburg en in 1997 aan de Universiteit van Californië.
Vanaf 1984 was Trendafilova werkzaam als docent aan de Universiteit van Sofia en vanaf 1995 aan de Universiteit van Veliko Tarnovo. Daarnaast werkte ze van 1985 tot 1989 als plaatsvervangend officier van justitie in Sofia en vanaf 1995 als advocaat. Verder was ze in 1993 gastdocent aan de Tokai-universiteit in Tokio en in 1997 aan de Universiteit van Californië in Davis. In 2001 werd ze benoemd tot gewoon hoogleraar aan de Universiteit van Sofia.
Sinds 2004 werkte Trendafilova in het kader van het CARDS-project (Community Assistance for Reconstruction, Development, and Stabilisation) voor de Europese Unie in de westelijke Balkan en hield ze zich bezig met onafhankelijkheids- en mensenrechtenvraagstukken in Kroatië, Montenegro en Albanië. Verder was ze actief betrokken bij de juridische hervormingen in Bulgarije zelf.
In 2006 trad ze aan als rechter van het Internationale Strafhof in Den Haag. Hier maakte ze deel uit van de preliminaire kamer en was ze voorzitter van de tweede kamer met de bevoegdheid over Oeganda, de Centraal-Afrikaanse Republiek en Kenia. Haar ambtstermijn verliep in 2015. Op 14 december 2016 werd ze benoemd tot president van de Kosovaarse Speciale Kamers. Deze moeten onderzoek doen naar beschuldigingen van misdaden tegen de menselijkheid, oorlogsmisdrijven en andere grensoverschrijdende misdrijven begaan onder Kosovaars recht gedurende en in de nasleep van de Kosovo-oorlog.